# Милан Вукша
Милан Вукша (Врточе, код Петровца, 1903 — Сарајево, 1980) био је учесник Народноослободилачке борбе, мајор ЈНА и носилац Партизанске споменице.

## Биографија
Милан Вукша је рођен 1903. године у Врточу (заселак Реџин крај), код Петровца, од оца Милоша и мајке Руже Јањић из Врточа. Поједини извори наводе да је рођен 1906. године. Одрастао је са родитељима и два брата. Потиче из земљорадничке породице. Прије рата био је рудар. Неколико година радио је у руднику Трепча, а потом је неколико година као рудар радио у Белгији. Такође је био и жандар. Женио се два пута. Први пут, био је ожењен Ружом, са којом је добио Васу, Душана, Миру и Душанку. Прва супруга му је погинула у саобраћајном удесу 1966. године. Други пут оженио је 22 године млађу Радојку Додик из Санског Моста и са њом је добио ћерку Олгу која има сина Жељка.
По окупацији Југославије, Милан се укључио у припреме оружаног устанка 27. јула 1941. Од првих дана учествовао је у устаничким и герилским акцијама, са карабином којег је, као и друге Вукше, посједовао од раније. Рат је провео као припадник Треће крајишке бригаде. Његова рјечитост била је кључна да буде изабран за првог политичког комесара врточке чете, иако није био члан КПЈ.
У КПЈ је примљен 1942. године. Учесник је Битке на Сутјесци, те битака за ослобођење Гламоча и Ливна. Припадник Треће крајишке бригаде био је до септембра 1943. године.
У рату је обављао више дужности. Почетком рата био је борац врточке чете (тада 4. чете петровачког батаљона, касније 2. чете 1. батаљона Треће крајишке бригаде). Након тога обављао је дужност комесара чете, замјеника командира чете, те команданта самосталног батаљона. О својим ратним искуствима писао је у зборнику сјећања Петровац у НОБ.
Након рата служио је као официр у ЈНА. Пензионисан је у чину мајора.
Више пута је одликован. Носилац је Партизанске споменице 1941,Орденa Републике са сребрним вијенцем, Ордена за храброст и Ордена братства и јединства I реда.
Умро је у Сарајеву 1980. године. Поједини извори наводе да је умро 1979. године.